# Национална рок фиеста (Разград)
Националната рок фиеста в Разград се провежда ежегодно от 1995 година насам, през месец септември. Продължителността ѝ е 1 или 2 дена, като взимат участие рок групи не само от Североизточна България, но също и от цялата страна.
По начало е имала конкурсен характер, но впоследствие това отпада.